# Shawn Michaels
Michael Shawn Hickenbottom (Chandler, Arizona, 22 de julio de 1965), conocido como Shawn Michaels, es un luchador profesional estadounidense retirado como competidor en activo. Actualmente trabaja como vicepresidente mayoritario de desarrollo de talento creativo para la empresa WWE. 
Para WWE, también fue luchador desde 1988 hasta su retiro en 2010. Michaels fue cuatro veces Campeón Mundial: tres veces Campeón de la WWF, una vez Campeón Mundial Peso Pesado, tres veces Campeón Intercontinental, una vez Campeón Europeo, cinco veces Campeón Mundial en Parejas de la WWF/WWE y una vez Campeón Unificado en Parejas con D-Generation X (DX). Además ganó las ediciones 1995 y 1996 del Royal Rumble, además fue el primer ganador del Elimination Chamber (2002) en Survivor Series y es el primer Grand Slam Champion.
Es parte del WWE Hall of Fame de la clase del 2011 y en la clase de 2019 por ser miembro de D-Generation X siendo el segundo luchador dentro de la historia de la WWE en ser doblemente inducido. También posee el récord de 11 premios a la lucha del año (PWI Match of the Year Award) de la revista estadounidense de lucha libre profesional Pro Wrestling Illustrated (PWI). Michaels ganó el premio en 4 oportunidades seguidas desde 1993 hasta 1996 y otros 7 premios seguidos desde 2004 hasta 2010, siendo unos de los luchadores más populares de la WWE. 
Michaels ha sido el evento principal de los WrestleMania XII, WrestleMania XIV, WrestleMania XX, WrestleMania 23, y WrestleMania XXVI

## Vida personal
El matrimonio de Michaels con su primera esposa, Teresa Wood, fue breve y terminó en divorcio, pero se resolvió amigablemente. Ahora está casado con la ex WCW Nitro Girls Rebecca Hickenbottom o conocida en la WCW como Whisperwoman. Se casó con ella el 31 de marzo de 1999 en la capilla Graceland Wedding de Las Vegas (Nevada), en una pequeña ceremonia. Las únicas personas presentes eran la pareja y un imitador de Elvis. La pareja tiene un hijo, Cameron Kade (nacido el 15 de enero de 2000), y una hija, Cheyenne Michelle (nacida el 19 de agosto de 2004). Su primo Matt Bentley también es un luchador profesional conocido por haber luchado en la TNA y la WWE.
Nació siendo católico, pero tras su matrimonio, influenciado por su esposa, se convirtió al cristianismo evangélico. Se puede comprobar esto ya que durante sus últimas apariciones, su uniforme de lucha a menudo venía dibujado con cruces y durante su entrada, Michaels se arrodillaba a lanzar plegarias al cielo. Se sabe que es fanático de los San Antonio Spurs y que ha ido a varios de sus juegos.
Hickenbottom tiene varios tatuajes. Uno es de un corazón con una espada a través de él, que tiene una serpiente alrededor de él en la forma de una "S" También tiene uno en su dedo anular, que tiene una R por su esposa Rebecca. Otro en su muñeca izquierda, es un diseño de brazalete que dice "Cameron" por su hijo y "Cheyenne" para su hija. En su pierna izquierda tiene una foto de su esposa; en la otra tiene una imagen del estado de Texas. Por último, tiene un pequeño corazón roto con las letras "HBK" por encima de ella, tatuado en su cadera derecha.
En 1996, año en el que HBK estaba en su momento cima en la WWE, Michaels plantea unas fotos para la revista Playgirl. No fue hasta después de que él descubrió que Playgirl tiene un público mayormente homosexual, que fue visto con buen humor por parte de sus compañeros luchadores. Es ambidiestro, lo que le causó problemas cuando era un niño jugando al fútbol, ya que tenía problemas para diferenciar entre las direcciones derecha e izquierda. Usa su mano derecha para dibujar y colorear, y su mano izquierda para escribir. Utiliza normalmente su pierna derecha al realizar Sweet Chin Music, pero para ejecutar el Diving Elbow Drop utiliza cualquiera de los brazos.
Shawn Michaels mantiene una gran amistad con Paul Levesque (Triple H), también luchador de la WWE y antiguo compañero suyo en el stable D-Generation X.
También es amigo personal de los luchadores Scott Hall (Razor Ramon en la WWE, fallecido en 2022), Kevin Nash (Diesel) y Sean Waltman (conocido como X-Pac durante su segundo paso en la WWE).

## Carrera

### Inicios
Michaels nació el 22 de julio de 1965 en Chandler (Arizona). El último de cuatro hermanos —Randy, Scott y Shari— creció en una familia militar. Pasó parte de su infancia en Reading (Inglaterra), pero creció en San Antonio (Texas). Desde los doce años tenía claro que quería ser luchador profesional, pero era un atleta desde muy joven, ya que a los seis años comenzó a jugar al fútbol americano. Destacó como linebacker en la Randolph High School y llegó a convertirse en capitán del equipo. Tras graduarse, acudió a la Southwest Texas State University en San Marcos (Texas), pero pronto descubrió que la vida universitaria no estaba hecha para él. Sería entonces cuando comenzó su carrera profesional como luchador.
Entrenó con el luchador mexicano José Lothario y debutó en 1984 en la Mid-South Wrestling y posteriormente en la promoción Texas All-Star Wrestling (TAW). En su época en TAW, Michaels y Paul Diamond fueron premiados con el campeonato en parejas de la empresa por Chavo Guerrero, Sr..
Michaels también trabajó para Central States Wrestling. Allí, junto a su compañero Marty Jannetty derrotaron a The Batten Twins por el Central States Tag Team Championship, aunque posteriormente los Batten recuperarían el título. Michaels también hizo algunas apariciones en la empresa con sede en Dallas (Texas), World Class Championship Wrestling a lo largo de 1985.

### American Wrestling Association (1986-1988)

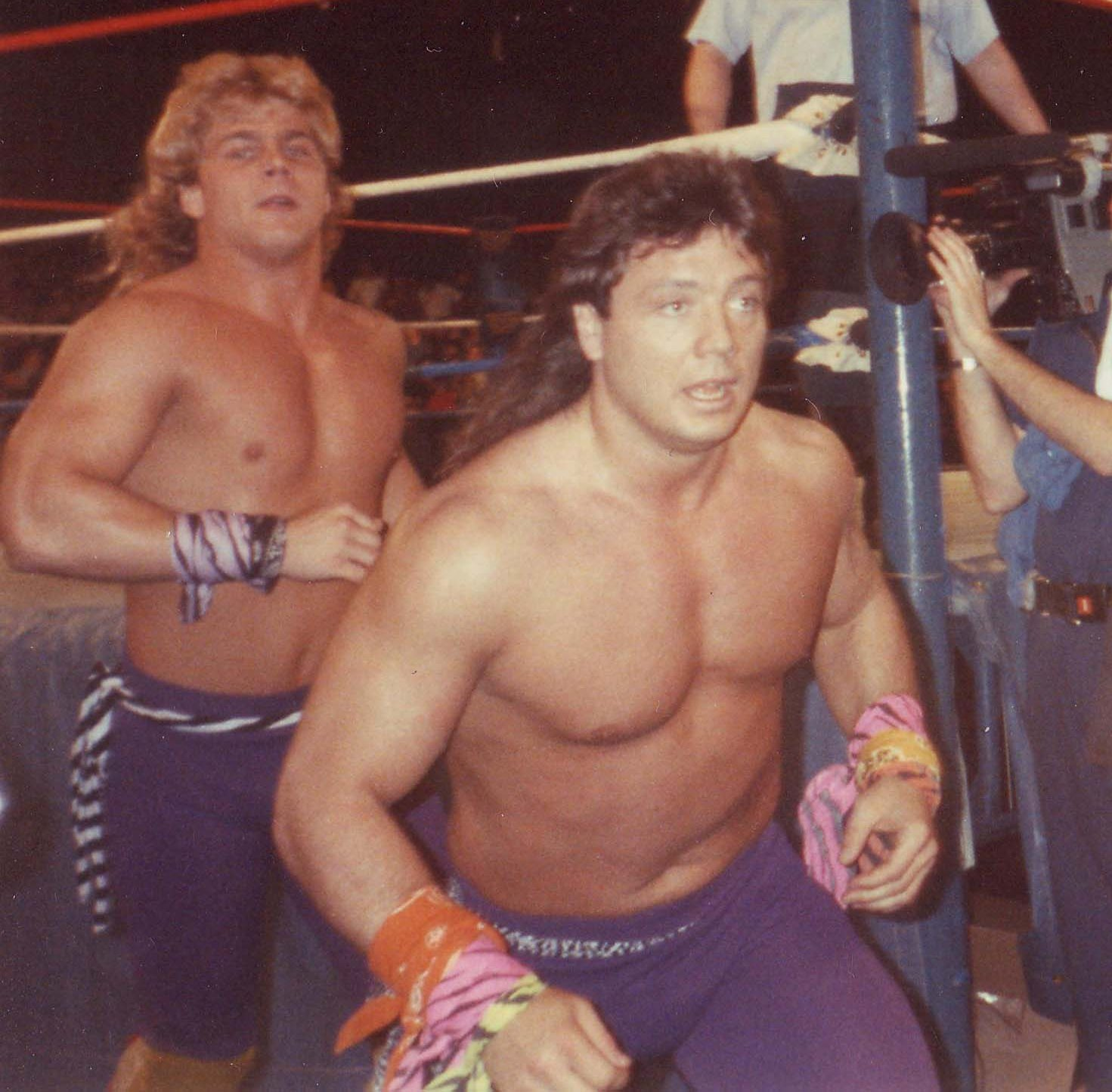
The Rockers (Shawn Michaels & Marty Jannetty) fue uno de los equipos más novedosos de su época, debido a su agilidad y sus habilidades.

Michaels hizo su debut a nivel nacional en 1986 con la American Wrestling Association (AWA), de nuevo formando pareja con Jannetty. El dúo era anunciado como "The Midnight Rockers" y ganó el AWA World Tag Team Championship en dos ocasiones. También continuaron apareciendo, ya como cedidos, en la Mid-South Wrestling. En un saqueo a los talentos de la AWA en 1987, The Midnight Rockers firmaron por una promoción rival: la World Wrestling Federation. No obstante, fueron despedidos de la WWF dos semanas después por excederse en fiestas (un malentendido, según la autobiografía de Michaels). Regresaron a la AWA, pero volverían a firmar por la WWF un año después.

### World Wrestling Federation / Entertainment / WWE (1988-1998/2002-presente)

#### The Rockers (1988-1992)

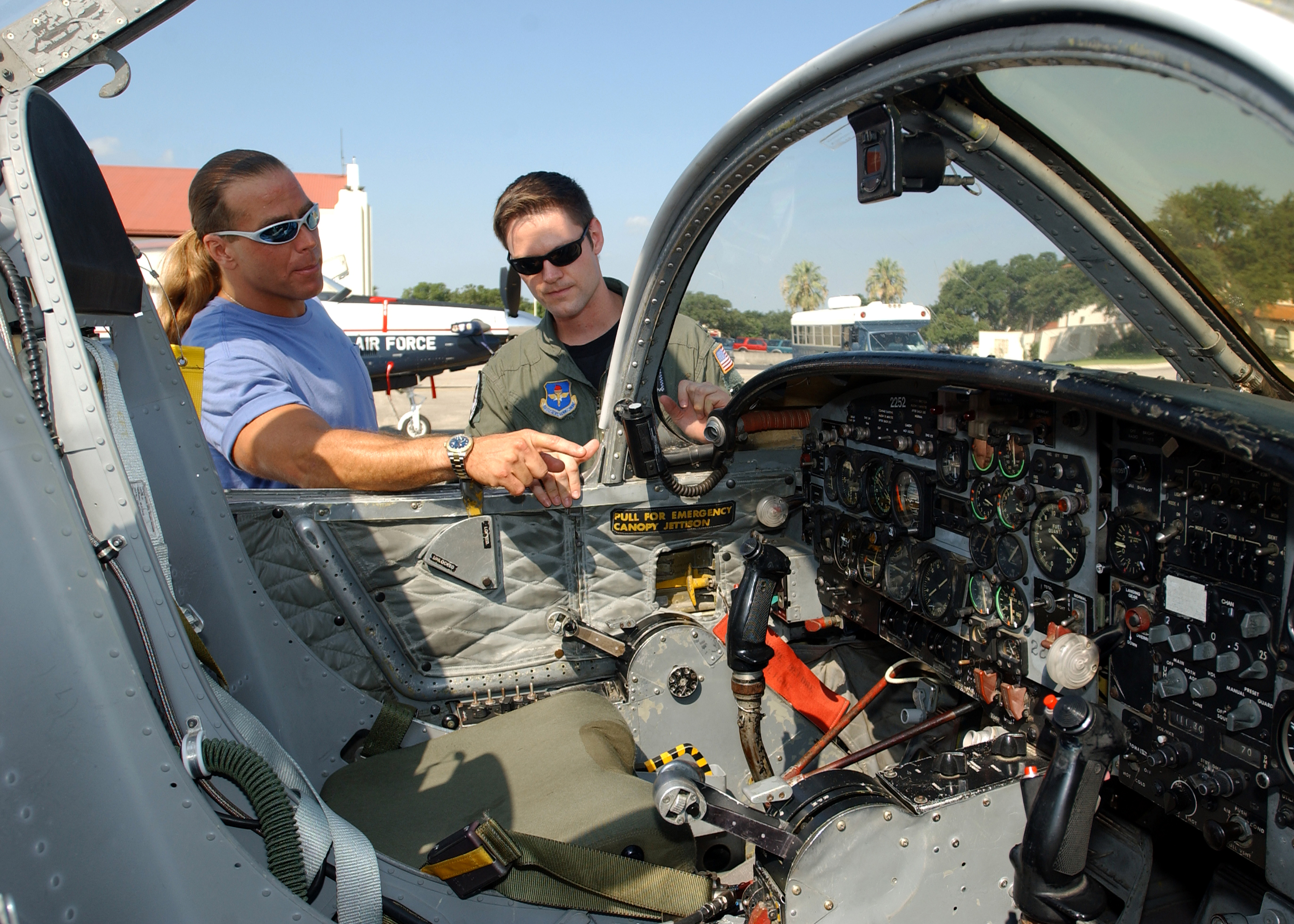
Shawn Michaels en el Tribute to the Troops.

Michaels y Jannetty re-debutaron por la World Wrestling Federation en un House show el 7 de julio de 1988. El dúo luego fue renombrado como "The Rockers".
El equipo comenzó a ser más popular, tanto en niños como en mujeres, quienes adoraban el estilo de lucha de ambos. El equipo subió de categoría, luchando en PPVs, pero nunca se les dio oportunidad por el Campeonato en Parejas de la WWF.
En octubre de 1990, The Rockers ganaron el Campeonato en Parejas de la WWF tras derrotar a The Hart Foundation, ya que uno de los integrantes, Jim Neidhart, estaba a punto de dejar la empresa. La lucha fue grabada con The Rockers ganando limpiamente los títulos en parejas, pero luego, Neidhart negoció con la empresa y decidió seguir en la compañía. Los títulos fueron devueltos a los Harts, mientras que el reinado de The Rockers nunca fue reconocido, ni la lucha mostrada en televisión. Esto acabaría llevando al quiebre de The Rockers.
Durante las Survivor Series 1991, celebradas en Detroit, Míchigan, Michaels fue "accidentalmente" pateado en la cara durante una maniobra iniciada por Jannetty con uno de los Nasty Boys, que rompió el rostro de Michaels y el resultado fue la eliminación de Shawn de dicho torneo. Michaels se levantó después de haber sido pateado y comenzó a gritar a Jannetty, culpándolo de ser eliminado. Más tarde, Brutus Beefcake invitó a ambos a su segmento de entrevista llamado "La barbería" para que arreglaran las cosas. Al principio parecían conciliarse, pero Michaels golpeó a traición a Jannetty con su Sweet Chin Music y luego lo arrojó por la ventana para, a continuación, romper un póster de The Rockers. Con esto, la pareja quedaba rota y ambos convertidos en enemigos irreconciliables, volviéndose Michaels heel por primera vez en la compañía.

#### Heartbreak Kid (1992-1995)
Siguiendo el consejo de Mr. Perfect, Michaels cambia su apodo a The Heartbreak Kid. Junto al nuevo nombre, llega un nuevo gimmick, el de un tipo engreído y chulesco, que aparecía acompañado de su nueva mánager Sensational Sherri que, de acuerdo al guion, se había enamorado locamente de él. Sherri incluso ponía la letra a su nuevo tema musical Sexy Boy.
Después de su gran éxito como luchador solitario, ganó por primera vez el Campeonato Intercontinental de la WWF, tras derrotar a The British Bulldog el 27 de octubre de 1992 en Saturday Night's Main Event. Durante su reinado, Michaels se peleó con su "pareja" Sensational Sherri. Michaels mantuvo el Campeonato Intercontinental hasta el 17 de mayo de 1993, fecha en que lo perdió ante Marty Jannetty en Monday Night RAW. Michaels recuperó el campeonato un mes después, con ayuda de su nuevo mánager Diesel. Michaels perdió el Campeonato Intercontinental de la WWF por "no defenderlo en un mes", cuando en realidad Michaels había dejado la compañía por dar positivo en una prueba de esteroides. Regresó en Survivor Series 1993, sustituyendo a Jerry Lawler contra los hermanos Hart: Bret Hart, Owen Hart, Bruce Hart y Keith Hart. La lucha la ganaron los Harts, después de que Michaels, siendo el único superviviente de su equipo, abandonara el combate.

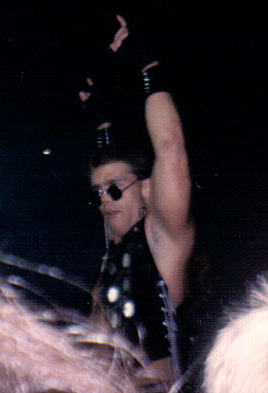
Michaels en un evento en 1994.

Michaels entró en un feudo con Razor Ramon, quien ganó la vacante del campeonato de Michaels. Como Michaels nunca fue derrotado oficialmente por el campeonato reclamó ser el verdadero campeón y tomó una réplica del título para llevarla con él. Este feudo terminó en una Ladder Match en WrestleMania X. Michaels perdió la lucha, en un combate que fue elegido como el mejor del año.
Michaels sufrió varias lesiones en este período por lo que creó el "Heartbreak Hotel", un segmento de conversación con varias superestrellas de la WWF.
El 28 de agosto de 1994, Michaels y Diesel, consiguieron el Campeonato en Parejas de la WWF, derrotando a The Headshrinkers. Al día siguiente, en SummerSlam, Diesel perdió el Campeonato Intercontinental de la WWF frente a Razor Ramon, cuando Michaels accidentalmente aplicó la "Sweet Chin Music" a Diesel. Esto llevó a un quiebre entre Diesel y Michaels, pero el storyline entre ambos fue dejado debido a una lesión de Michaels en la mano.
A su regreso en 1995, Michaels ganó el Royal Rumble, donde fue el primer participante que entra como n.°1 y gana el combate (los otros son Edge en el 2021 y Chris Benoit en el 2004). Esto formó un combate para WrestleMania XI entre Michaels y Diesel por el Campeonato de la WWF. Michaels perdió el combate, y al día siguiente fue atacado por su nuevo guardaespaldas, Sid. Esto llevó a Michaels a tomarse un tiempo libre.
Michaels volvió en junio de 1995, esta vez como face, y derrotó a Jeff Jarrett en In Your House ganando su tercer Campeonato Intercontinental de la WWF. Esto llevó a una defensa del título frente a Razor Ramon en SummerSlam, en una Ladder Match, la cual ganó Michaels. En octubre de 1995, Michaels fue atacado legítimamente en un bar, lo que no le permitió llegar a una defensa de su campeonato, por lo que se le fue quitado.
Al mes siguiente, durante una lucha con Owen Hart en RAW, Owen aplicó una "Enzuigiri" a Michaels, lo que lo hizo colapsar, después de unos minutos, en el ring. Años después se reconoció que el colapso fue falso, su intención fue capturar más fanes para Michaels, para potenciarlo como luchador.

#### Campeón de WWF (1996-1997)

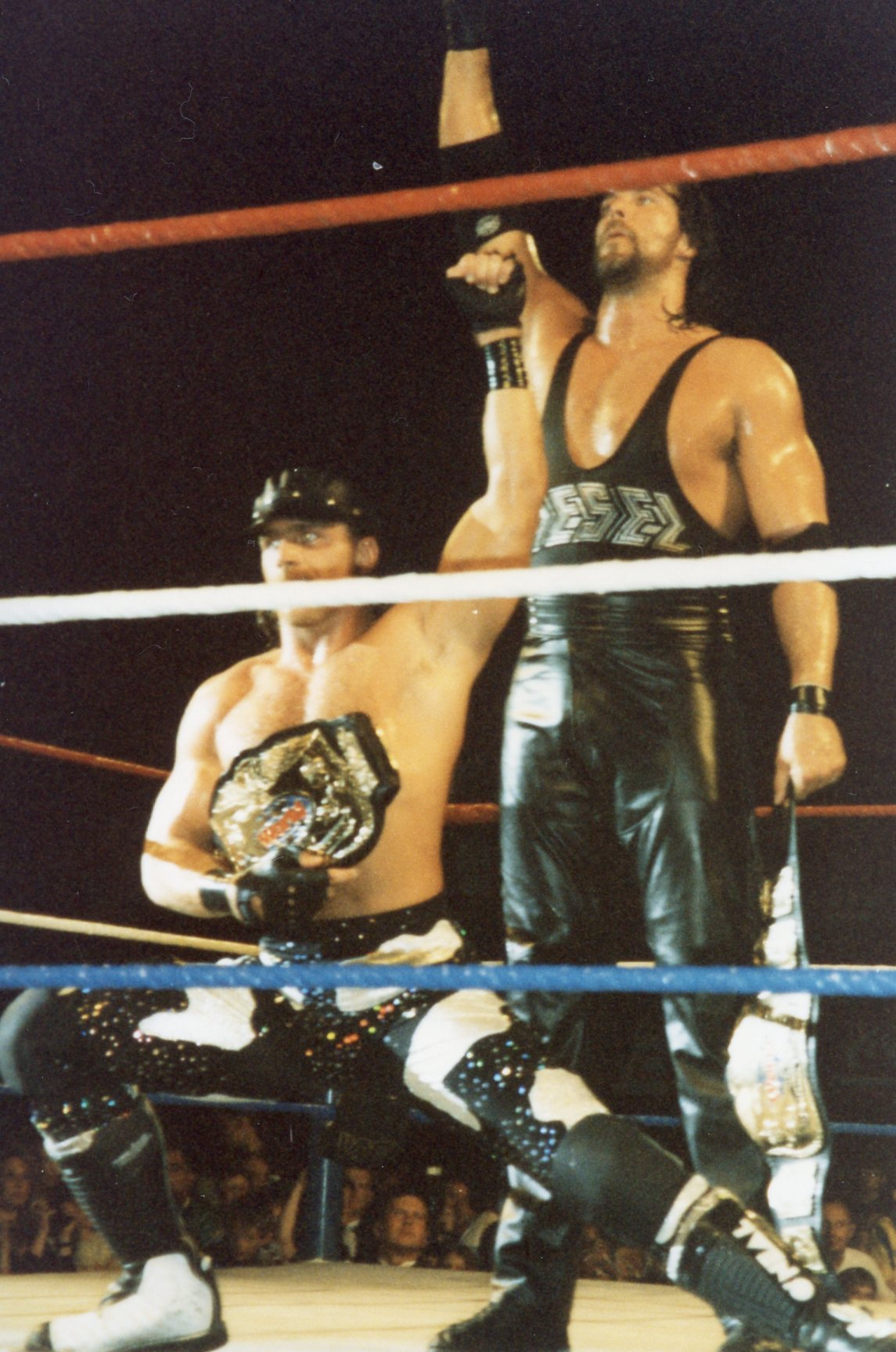
Michaels junto a Kevin Nash en 1994 como Campeones Mundiales en Parejas de la WWF.

Michaels ganó su segundo Royal Rumble consecutivo, esta vez en la edición 1996. en este tiempo, llegó a tener más popularidad que cualquier otra superestrella en la historia de WWE, se convirtió en todo un icono, Tras retener su oportunidad por el título ante Owen Hart en In Your House 6, en WrestleMania XII derrotó a Bret Hart en un Iron Man match, ganando su primer Campeonato de la WWF.
El 19 de mayo de 1996, Michaels y sus compañeros de Kliq estuvieron involucrados en el incidente conocido como "Curtain Call". Diesel y Razor Ramon estaban a punto de salir de WWF a la compañía rival WCW. Después Michaels ganó un combate contra Diesel, en ese momento Ramón y Hunter Hearst Helmsley llegaron al ring y se unieron a Michaels y Diesel en un abrazo de grupo. Como Diesel y Helmsley eran vistos como Heel en ese momento, a diferencia de Michaels y Ramón, esto constituía una violación de "Kayfabe", ya que actúa fuera de lugar, lo cual era raro y controvertido en ese momento. Como WCW cobró impulso debido a los fichajes de Hall y Nash, Michaels fue el campeón durante casi todo el año. El Reinado de Michaels terminó en el evento Survivor Series de 1996, donde perdió ante Sycho Sid, su ex guardaespaldas
Durante su reinado, Michaels defendió su campeonato en In Your House 7 ante Diesel, en In Your House 8 ante The British Bulldog por empate y en King of the Ring por pinfall, en SummerSlam ante Vader, en In Your House 10 ante Mankind y en In Your House 11 ante Goldust. Finalmente en Survivor Series, fue derrotado por Sycho Sid, perdiendo el campeonato.
Sin embargo, recuperó el título en Royal Rumble de 1997 ante Sycho Sid. Después Michaels deja el título en febrero por una serie de lesiones.
Luego de regresar de la lesión, ganó el Campeonato en Parejas de la WWF con Stone Cold.

#### D-Generation X y Feudo con Bret Hart (1997-1998)
Después de esto Shawn Michaels se une a Triple H, para formar el reconocido grupo de lucha libre D-Generation X en 1997, volviéndose heel. En un PPV sólo para Gran Bretaña Michaels derrota The British Bulldog y gana el Campeonato Europeo de la WWF. Michaels ganó el prestigio de ser el primer Campeón Grand Slam. Michaels y The Undertaker luchan en el primer Hell in a Cell de la historia el 5 de octubre de 1997 en Bad Blood, lucha que ganó Michaels.
En SummerSlam, Michaels fue árbitro en la lucha entre The Undertaker y Bret Hart por el Campeonato de la WWF, en donde controvertidamente le dio la victoria y el campeonato a Hart. Después de esto Michaels, derrotó a Bret Hart por el Campeonato de la WWF en Survivor Series, en el recordado hecho de la Traición de Montreal.
Shawn Michaels se lastimó la espalda gravemente en un casket match ante The Undertaker en Royal Rumble, tras recibir un "Back Body Drop" que causó que cayera aparatosamente en el ataúd golpeándose con dureza contra el borde de la tapa del mismo. La lesión le provocó una hernia que le ocasionó la destrucción de uno de sus discos y graves daños a otros dos. Esta lesión lo forzó al retiro, después de perder el Campeonato de la WWF en WrestleMania XIV.

#### Primer Retiro y Comisionado de WWF (1998-2002)
Después de esto, siguió apareciendo esporádicamente, y fue nombrado comisionado de la WWF en noviembre de 1998.
Michaels hizo una aparición en SmackDown! el 26 de agosto de 1999, donde aplicó una "Sweet Chin Music" a The Rock, ayudando a Triple H a retener el Campeonato de la WWF, donde el mismo Michaels era el árbitro. Sin embargo, después de esa aparición, Michaels estuvo ausente hasta el 21 de mayo de 2000, donde nuevamente fue árbitro en una lucha entre The Rock y Triple H. También estuvo presente en el Fan Axxess de WrestleMania 2000. Al poco tiempo, Michaels fue despedido de la WWF a finales del 2000 al ser sorprendido, por el control de sanidad de la WWF, consumiendo estupefacientes y drogas. Shawn Michaels se rehabilitó y se volvió cristiano. No se volvió a ver más a Michaels hasta su regreso en el año 2002.

#### Regreso del retiro y Feudo con Triple H (2002-2004)

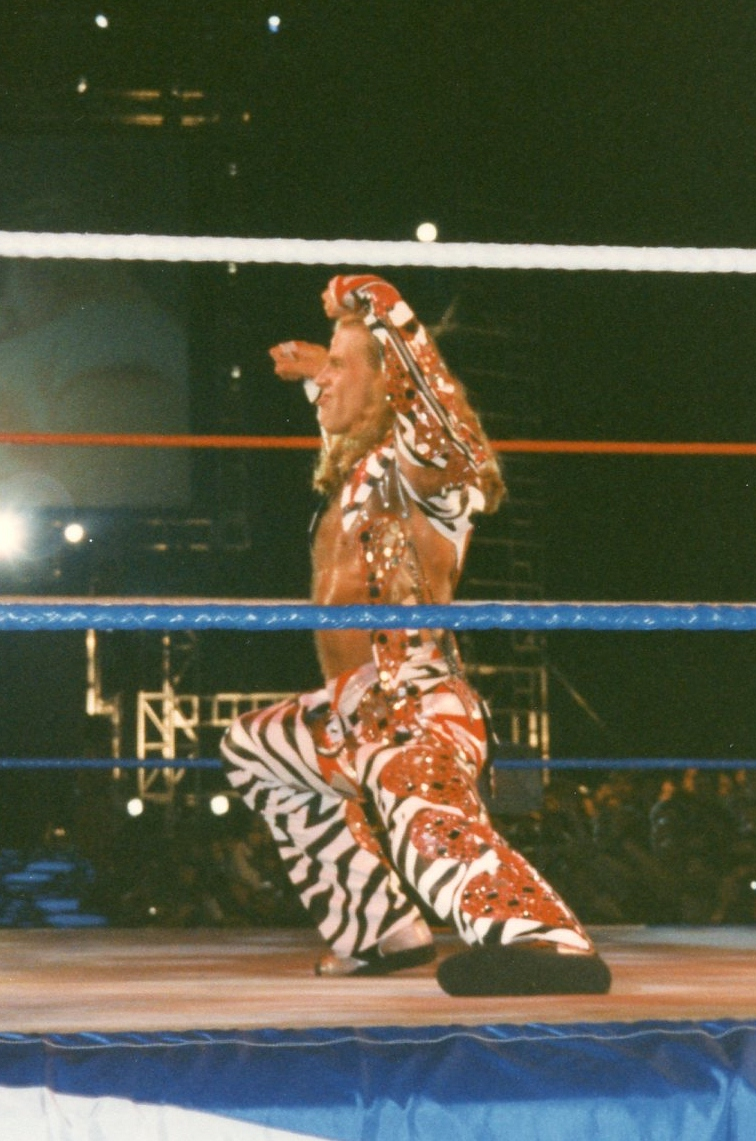
Michaels haciendo su clásica pose

En el 2002, Michaels volvió a luchar, traído por la nWo y Kevin Nash, como nuevo miembro del equipo. Después que la nWo fue disuelta, Triple H apareció para intentar reunirse nuevamente con Michaels, para que este ingresara a D-Generation X. Cuando Michaels finalmente aceptó, Triple H le aplicó un "Pedigree" a Michaels. Después Michaels fue atacado fuertemente por alguien desconocido, en el siguiente Raw Triple H confeso de ser el atacante. En respuesta, Michaels retó a Triple H a una lucha "sin reglas" en SummerSlam 2002, la cual ganó Michaels. Sin embargo, después de la lucha, Triple H atacó a Michaels con el mazo.
En Survivor Series 2002, Michaels ganó el Campeonato Mundial Peso Pesado tras derrotar a Triple H, Rob Van Dam, Kane, Chris Jericho y Booker T en la primera Elimination Chamber. Michaels eliminó a Jericho y Triple H, ganando la lucha. El reinado de Michaels duró sólo 28 días, debido a que fue derrotado por Triple H en un Three Stages Of Hell Match en Armageddon, la cual consistió en una Street Fight, una Steel Cage Match y una Ladder Match.

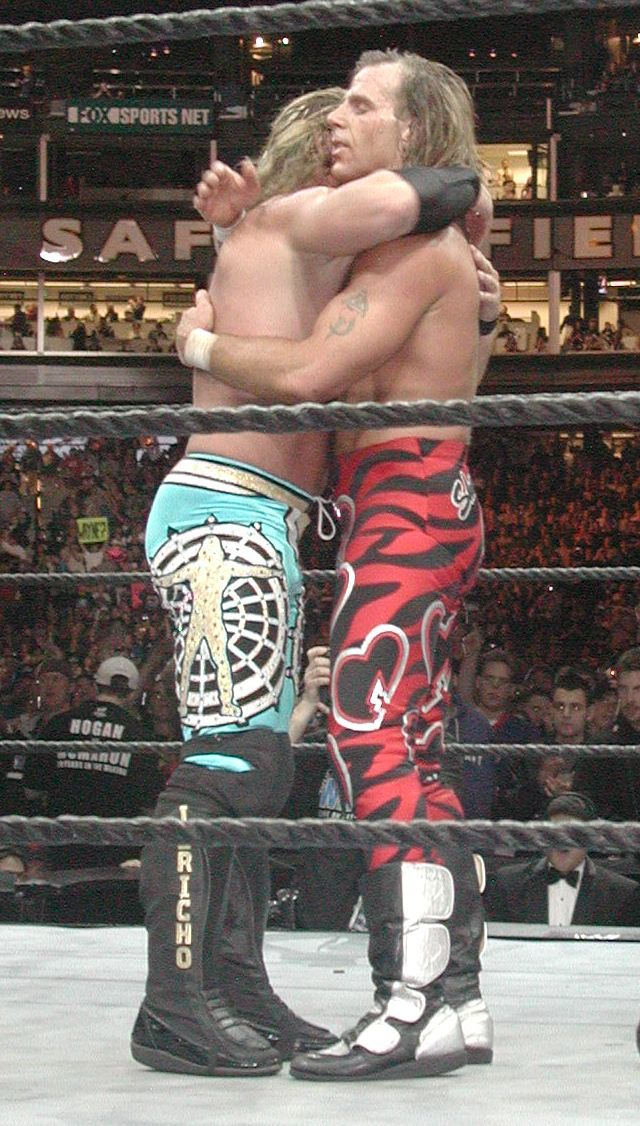
Michaels y Chris Jericho en WrestleMania XIX.

A inicios de 2003, Chris Jericho proclamó ser "el nuevo Shawn Michaels", por lo que comenzó a hacer "hitos" similares a él. En Royal Rumble, Jericho eliminó a Michaels tras golpearlo con una silla, gracias a una distracción por parte de Christian. Esto llevó a una lucha entre Michaels y Chris Jericho en WrestleMania XIX, la cual ganó Michaels. Después de la lucha, Michaels le ofreció la mano a Jericho, pero este le dio un abrazo. Todo parecía un buen acto de Jericho, pero segundos después este golpeó a Michaels en su zona baja.
En Backlash Michaels luchó junto a Booker T y Kevin Nash en contra Triple H, Chris Jericho y Ric Flair pero perdieron. En Insurrextion, Michaels acompañó a Nash en su lucha frente a Triple H. Esto llevó a Michaels a entrar en un feudo con todos los miembros de Evolution. En Bad Blood, Ric Flair derrotó a Michaels, gracias a una interferencia de Randy Orton. También participó en la Elimination Chamber de SummerSlam, en donde se enfrentó a Randy Orton, Triple H, Goldberg, Chris Jericho y Kevin Nash, pero fue eliminado por Goldberg. Luego intentó vengarse de Randy Orton en Unforgiven, pero fue derrotado tras ser golpeado con un puño americano. El feudo con Evolution continuó en Survivor Series, en donde Michaels perdió el combate clásico de eliminación, después de que Batista le aplicara ilegalmente una "Batista Bomb" y Orton le cubriera. Michaels dio fin a este feudo tras derrotar a Batista en Armageddon.
Michaels inició el 2004 empatando en un Last Man Standing Match por el Campeonato Mundial Peso Pesado frente a Triple H en Royal Rumble. Michaels recibió su revancha en WrestleMania XX, en donde se enfrentó al entonces campeón Triple H y al ganador del Royal Rumble Match, Chris Benoit por el Campeonato Mundial Peso Pesado. La lucha en WrestleMania XX la ganó Benoit, quien ofreció revancha a Michaels y Triple H en Backlash, donde volvió a ganar Benoit.
Después de eso Michaels se enfrentó a Triple H en una Hell in a Cell en Bad Blood, pero fue derrotado nuevamente. La noche siguiente en RAW, Kane atacó a Michaels con una silla, causándole una lesión. 

#### Varios Feudos (2004-2005)
Michaels volvió y derrotó a Kane en Unforgiven. Luego en Taboo Tuesday fue seleccionado por los fanes para enfrentarse a Triple H por el Campeonato Mundial Peso Pesado, pero fue derrotado gracias a una interferencia de Edge. Luego de esto Michaels estuvo inactivo debido a una nueva lesión.
Michaels regresó en New Years Revolution, siendo árbitro en la Elimination Chamber, en donde aplicó una "Sweet Chin Music" a Edge, empezando un feudo. Michaels y Edge se enfrentaron en Royal Rumble, con victoria para Edge. Además de luchar con Edge, esa misma noche Michaels participó en el Royal Rumble Match, en donde eliminó a Kurt Angle, quien reingresó al ring y eliminó ilegalmente a Michaels. Esto llevó a una lucha entre los dos en WrestleMania 21, la cual ganó Angle, forzando a Michaels a rendirse con el "Angle Lock".

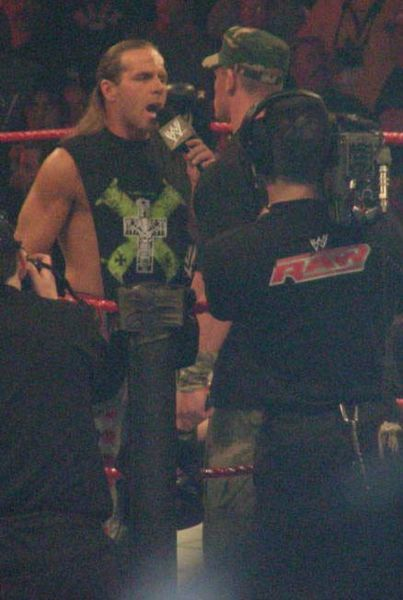
Michaels encarándose a Cena en RAW.

Después, Michaels consiguió como compañero para su lucha en Backlash a Hulk Hogan, con quien derrotó a Muhammad Hassan & Daivari. Michaels terminaría su feudo con Angle en Vengeance, derrotándole, pero se pactó en RAW una lucha entre Michaels vs Angle & Carlito, por lo que solicitó de nuevo la ayuda de Hogan. Después de la victoria de Michaels & Hogan, Shawn aplicó una "Sweet Chin Music" a Hogan, volviéndose heel. Esto los llevó a un combate en SummerSlam, lucha que ganó Hogan. Después de esa lucha, Michaels se dio la mano con Hogan, volviendo a ser face.
Michaels derrotó a Chris Masters en el evento Unforgiven. Después, en RAW, Michaels empató con Kurt Angle en un Iron Man Match, lo que obligó a Michaels a derrotar a Carlito para entrar en las votaciones de la lucha por el Campeonato de la WWE para Taboo Tuesday. Michaels ganó la votación frente a The Big Show y Kane, lo cual le permitió enfrentarse al entonces Campeón de la WWE John Cena y al otro retador, Kurt Angle. En ese combate, Michaels perdió contra Cena después de un "FU".
En Survivor Series, el Team RAW (Michaels, Carlito, Chris Masters, Big Show & Kane) perdió ante el Team SmackDown! (Batista, Rey Mysterio, Randy Orton, John "Bradshaw" Layfield & Bobby Lashley), siendo Michaels el último eliminado de su equipo. Sin embargo, durante la lucha eliminó a Mysterio y a JBL.

#### El Regreso de D-Generation X (2006-2007)
Michaels ingresó a la Elimination Chamber de New Year's Revolution, donde se enfrentó a Kurt Angle, Carlito, Chris Masters, Kane y John Cena. En la lucha eliminó a Kurt Angle, después de aplicarle una "Sweet Chin Music", pero fue eliminado por Carlito.
Durante las semanas anteriores a Royal Rumble, Vince McMahon inició un feudo con Michaels, recordando el episodio de la Traición de Montreal. En Royal Rumble fue eliminado por Shane McMahon, quien de manera ilegal entró y eliminó a Michaels, a pesar de no ser un participante oficial. Vince McMahon luego anunció el retiro obligatorio de Michaels para la próxima edición de RAW, pero este rompe los papeles de retiro. Luego se anuncia una lucha frente a Shane McMahon para Saturday Night's Main Event la cual pierde tras ser "traicionado" de la misma manera que Bret Hart en Survivor Series 1997. Michaels se cobró revancha en WrestleMania 22, en donde derrotó a Vince McMahon, a pesar de la interferencia de Shane McMahon y Spirit Squad. Pero en Backlash, Vince McMahon, junto con Shane, derrotó a Michaels y su compañero "Dios", el cual era representado por una luz.

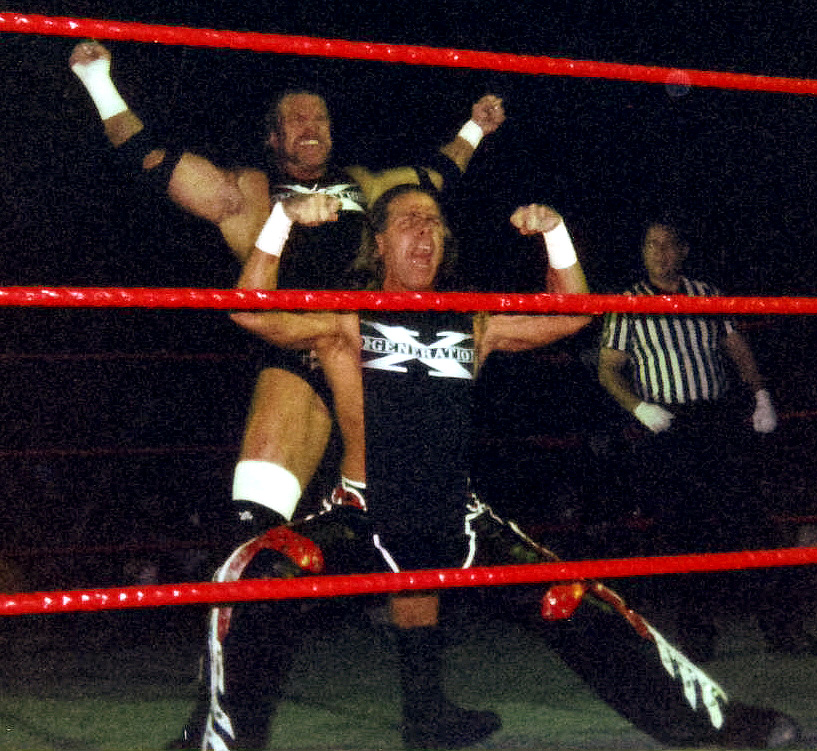
Triple H y Michaels haciendo la pose de DX.

Durante el RAW posterior a Backlash, Vince obligó a Triple H a golpear a Michaels con el mazo, pero este se negó y golpeó a Spirit Squad. Por este motivo Vince pactó un 5 contra 1, en donde Triple H se debía enfrentar a Spirit Squad, pero después de la lucha, Spirit Squad atacó a Triple H, por lo que Michaels acudió a defender a su antiguo compañero, reformando D-Generation X. El regreso oficial de DX se produjo en Vengeance, en donde DX derrotó a Spirit Squad en un 5 contra 2.
Luego volvieron a derrotar a Spirit Squad en Saturday Night's Main Event en un 5 contra 2 con eliminación. En SummerSlam, DX derrotó a The McMahons (Vince y Shane) y luego en Unforgiven, DX nuevamente derrotó a The McMahons, pero esta vez con The Big Show en un Handicap 3 on 2 Hell in a Cell Match.
En Cyber Sunday, DX fue derrotado por Rated-RKO (Edge y Randy Orton). El árbitro seleccionado por los fanes, Eric Bischoff, permitió que Orton aplicara de manera ilegal un "RKO" en una silla. Sin embargo, en Survivor Series, Team DX (Triple H, Michaels, CM Punk, Matt y Jeff Hardy) derrotó al Team Rated-RKO (Edge, Randy Orton, Mike Knox, Johnny Nitro y Gregory Helms) con un categórico 5-0.

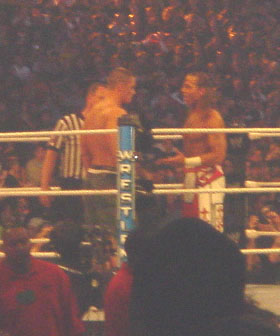
Michaels y John Cena en WrestleMania 23.

En New Year's Revolution, el compañero de Michaels, Triple H, sufrió una lesión en sus cuádriceps durante su lucha con Rated-RKO (Edge y Randy Orton). También participó en la Royal Rumble Match 2007 siendo el último eliminado por el ganador, The Undertaker.

#### Feudos con John Cena y Randy Orton (2007-2008)
El 29 de enero de 2007 en Raw, Michaels ganó el Campeonato Mundial en Parejas con John Cena, después de derrotar a Rated-RKO. Semanas después derrotó a los dos miembros de Rated-RKO en una triple amenaza, ganando una oportunidad por el Campeonato de la WWE en WrestleMania 23. El 1 de abril en WrestleMania 23, John Cena derrotó a Michaels, con el Campeonato de la WWE en disputa, después de que Michaels se rindiera con la "STFU". La noche siguiente en RAW, Michaels y Cena perdieron los campeonatos en parejas con The Hardys, en una Battle Royal, después de que Michaels eliminara a su propio compañero, pero se vengó de Cena derrotándolo en un combate que fue elegido como el mejor del año y duró más de una hora. Michaels fue derrotado nuevamente por John Cena, junto con Edge y Randy Orton, en Backlash por el Campeonato de la WWE.
En Judgment Day, Michaels fue derrotado y lesionado por Randy Orton, sacándolo de la acción por casi 5 meses.
Michaels regresó el 8 de octubre en RAW, aplicando su "Sweet Chin Music" al nuevo Campeón de la WWE, Randy Orton. En Cyber Sunday, Michaels derrotó a Randy Orton por el Campeonato de la WWE, pero por descalificación, lo que no le permitió ganar el campeonato. Michaels recibió su revancha en Survivor Series, pero fue obligado a no poder aplicar la "Sweet Chin Music", por lo cual fue derrotado por Randy Orton, con el Campeonato de la WWE en disputa, después de recibir el conteo de 3 con un "RKO". En Armageddon, Michaels derrotó a Mr. Kennedy.

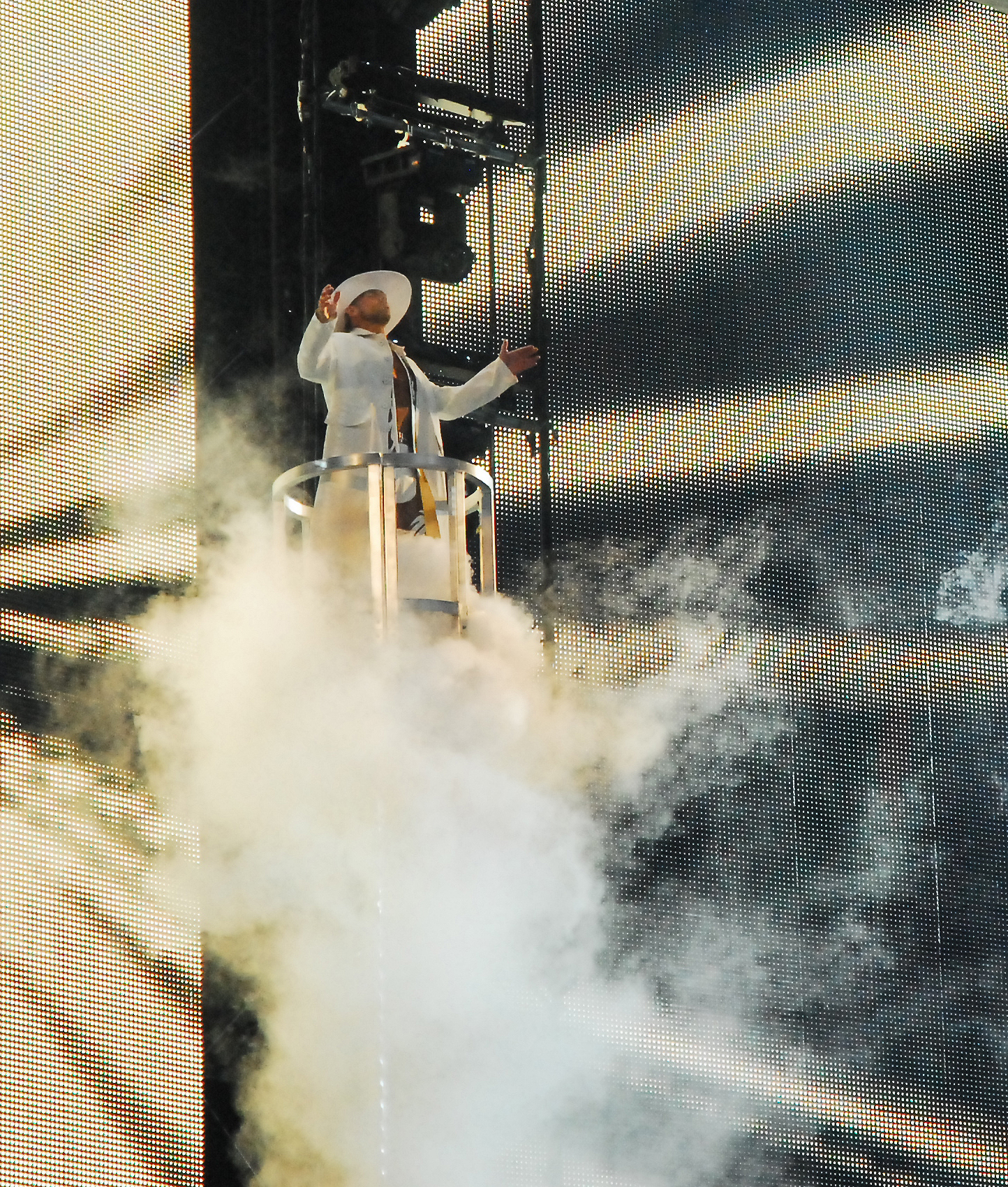
Shawn Michaels haciendo su entrada en WrestleMania XXV antes de enfrentarse a The Undertaker, representando la lucha de luz contra la oscuridad.

El 14 de enero en RAW Michaels derrota a Trevor Murdoch clasificándose para el Royal Rumble Match 2008, pero no logró ganarlo. En No Way Out fue eliminado por Triple H de la Elimination Chamber en el cuarto lugar.

#### Feudos Con Chris Jericho y JBL (2008-2009)
En WrestleMania XXIV acabó con la carrera de Ric Flair, tras derrotarlo en un combate en el que estaba en juego la carrera de este último. Posteriormente, Michaels derrotó a Batista en Backlash, y a Chris Jericho en Judgment Day. Su racha invicta en PPVs fue terminada por Batista en One Night Stand.
Michaels inició un feudo con Chris Jericho, en el cual Michaels fue dañado en su ojo. Ambos se enfrentaron en The Great American Bash, donde Jericho salió victorioso debido a que Michaels resultó con su retina seriamente dañada (kayfabe), por lo que (según Jericho) dicho combate habría sido el último de su carrera. En SummerSlam, Michaels anunció su retiro, el cual no se hizo efectivo debido al ataque de Jericho a su esposa. Posteriormente sufrió una lesión en su tríceps, lo cual no lo privó de participar en Unforgiven, donde derrotó a Jericho en una lucha sin sanciones. Luego tuvieron un combate en No Mercy, donde Jericho derrotó a Michaels en un Ladder match, reteniendo el Campeonato Mundial Peso Pesado. El feudo llegaría a su fin en la edición del 10 de noviembre de Raw, cuando se enfrentó a Jericho en un Last Man Standing Match en el que Jericho salió victorioso luego de que JBL golpeara con una silla a Michaels impidiendo que este pudiera responder a la cuenta de 10, iniciando un feudo con él

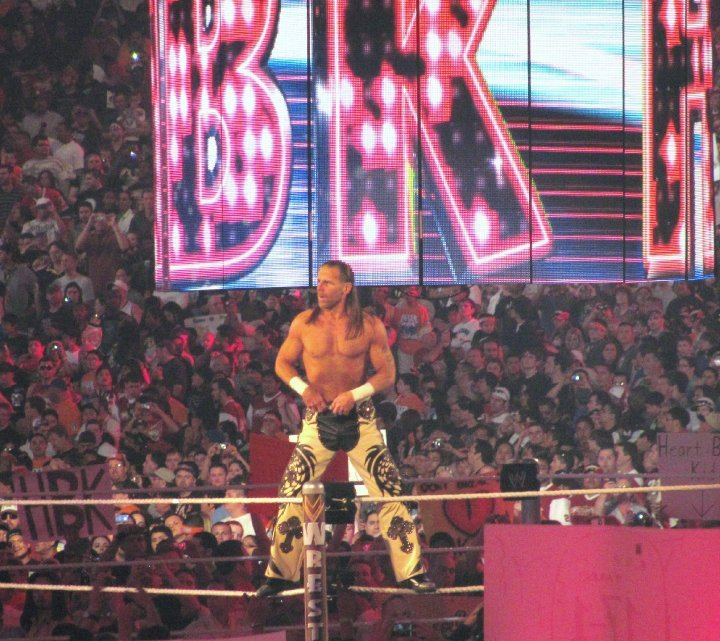
Michaels haciendo su entrada en WrestleMania XXVI en el que sería el último combate de su carrera como luchador hasta su legendario combate junto a Triple H contra The Brothers Of Destruction en Crown Jewel 8 años después.

En Survivor Series, Michaels fue el capitán de su equipo en la lucha de eliminación clásica, el cual derrotó al equipo de John "Bradshaw" Layfield, con quien tuvo un feudo en los meses siguientes. Dentro de la storyline con Layfield, Michaels debió actuar como su empleado hasta No Way Out, donde se enfrentaron en un combate. Al ser Michaels el vencedor, se liberó del contrato con JBL, por lo que dejó automáticamente de ser su empleado (kayfabe).

#### Última Etapa de D-Generation X y Feudo con The Undertaker (2009-2010)
Tras esto, intentó romper el invicto de The Undertaker en luchas en WrestleMania, pero el 5 de abril de 2009 en WrestleMania XXV, Michaels fue derrotado por Undertaker. Posteriormente, tomó un tiempo libre, regresando en SummerSlam, donde junto con Triple H reformó D-Generation X, derrotando a The Legacy. A pesar de ser derrotados en Breaking Point, les derrotaron en Hell in a Cell en un Hell in a Cell match. En Bragging Rights, el Team SmackDown (Chris Jericho, Kane, R-Truth, Finlay, The Hart Dynasty (David Hart Smith & Tyson Kidd) & Matt Hardy) derrotó al Team RAW (D-Generation X (Triple H & Shawn Michaels), Cody Rhodes, The Big Show, Kofi Kingston, Jack Swagger & Mark Henry) después de una traición de Show. En Survivor Series, Michaels y Triple H se enfrentaron al Campeón de la WWE John Cena en una lucha titular, pero Cena retuvo el campeonato. Posteriormente, en TLC: Tables, Ladders & Chairs, derrotaron a Big Show & Chris Jericho en un Tables, Ladders and Chairs Match ganando el Campeonato Unificado en Parejas de la WWE. Más tarde tuvieron un corto feudo con The Straight Edge Society (CM Punk & Luke Gallows)
Participó en el Royal Rumble eliminando a 5 personas, pero no logró ganarlo al ser eliminado por Batista. Luego, el 8 de febrero, perdió los títulos Unificados en una lucha ante ShoMiz (The Miz & The Big Show) en la que también participó The Straight Edge Society (CM Punk & Luke Gallows). Tras esto, interfirió en Elimination Chamber, haciendo que The Undertaker perdiera el Campeonato Mundial Peso Pesado de la WWE, demandando la revancha en Wrestlemania XXVI, aceptando Undertaker a cambio de que Michaels apostara su carrera. En WrestleMania XXVI, perdió Michaels, por lo que debió retirarse de la lucha libre profesional, al término de la Lucha Undertaker le dio la mano a Shawn en señal de respeto y al día siguiente en el programa de RAW fue su despedida de la WWE.

#### Segundo retiro y apariciones esporádicas (2010-presente)

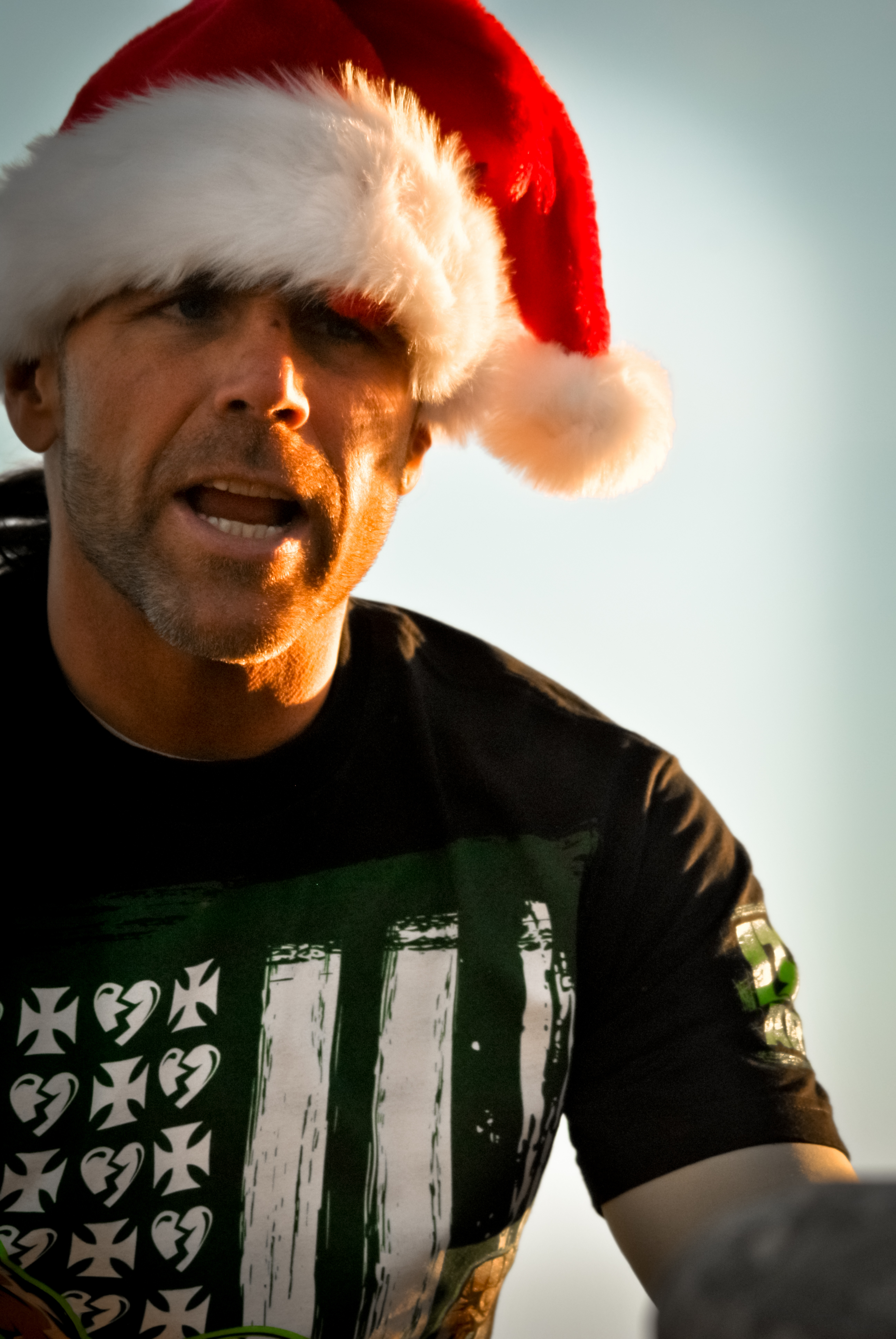
Michaels en Tribute to the Troops

Hizo una breve aparición junto a Triple H en Tribute to the Troops, celebrando una victoria de John Cena, Rey Mysterio y Randy Orton. También hizo una aparición el 13 de diciembre de 2010 en RAW recibiendo un Slammy Award por su lucha contra The Undertaker. Pocos días después, Michaels anunció mediante un vídeo en YouTube que había firmado un contrato con la WWE para ser el embajador de la empresa y trabajar tras bastidores.
En la edición de RAW del 10 de enero de 2011 se anunció que Michaels sería inducido al Salón de la Fama de la WWE como parte de la clase de 2011. Durante esa transmisión iba a dar un discurso de aceptación, pero fue interrumpido por Alberto Del Rio, insultándolo hasta que le aplicó su "Sweet Chin Music". En la edición de RAW del 28 de marzo de 2011, Michaels interrumpió a Triple H y Undertaker. Poco después Michaels intento aplicarle una "Sweet Chin Music" a Undertaker pero se la revirtió en una "chokeslam", pero Triple H le salvó. Tras esto, le dijo a Triple H que no creía que ganara la lucha en WrestleMania XXVII. El 2 de abril de 2011, Michaels fue inducido al Salón de la Fama de la WWE por su amigo Triple H, después de la ceremonia sus amigos fuera del ring Kevin Nash, Triple H y Sean Waltman salieron a celebrar con él.
Regresó el 27 de junio del 2011 a RAW para promocionar su nuevo programa de caza, pero fue interrumpido por CM Punk, Michael McGillicutty y David Otunga, aplicándole un "Sweet Chin Music" a Otunga y a McGillicutty y pactando una lucha entre Punk y Kane. Más tarde esa noche, cuando Diamond Dallas Page hizo una aparición especial y fue interrumpido por Drew McIntyre, Michaels atacó a McIntyre con una "Sweet Chin Music".
El 13 de febrero Michaels regresó a Raw para convencer a Triple H para que se enfrentara a The Undertaker una vez más en Wrestlemania 28 pero estos terminaron discutiendo. El 5 de marzo Michaels reapareció en RAW diciéndole a su amigo Triple H que él será el árbitro especial del combate entre el y Undertaker en WrestleMania XXVIII. Ayudó a Triple H junto con Undertaker a salir del ring en la lucha de WrestleMania XXVIII en la que el ganador resultó ser Undertaker, al llegar al titantron, los tres se dieron un abrazo como símbolo de respeto.
Su siguiente aparición fue durante el RAW 1000th Episode, donde apareció junto a sus compañeros de D-Generation X Triple H, X-Pac, Billy Gunn y Road Dogg Jesse James, siendo interrumpidos por Damien Sandow, a quien aplicaron una Sweet Chin Music y un "Pedigree".
Michaels hizo una aparición en 2012 y otra en 2013 durante el feudo entre su amigo Triple H y su rival Brock Lesnar. El 13 de agosto Lesnar le causó una luxación en su hombro derecho (kayfabe) y el 1 de abril apoyó a Triple H antes de su lucha en Wrestlemania 29. En Wrestlemania 29, estuvo en la esquina de Triple H. Apareció en Raw realizado en Canadá el 27 de mayo de 2013, terminado el evento se realizó una ceremonia de apreciación para Bret Hart, donde Bret llamó a Shawn Michaels, se dieron la mano y abrazaron.
Volvió a la WWE en RAW el 7 de octubre, cuando se hizo una votación para elegir al árbitro del combate entre Randy Orton y el alumno de Michaels, Daniel Bryan, por el campeonato de la WWE en Hell in a Cell, siendo el ganador ante Booker T y Bob Backlund. Durante las siguientes semanas, se involucró en la storyline entre Bryan, Orton y su amigo Triple H, ya que Triple H no quería que Bryan ganara el título porque veía mejor representante de la empresa Orton y le recomendaba que hiciera lo mejor. Michaels, por su lado, le recordó a Triple H que ambos lo tuvieron difícil: Michaels por ser bajo y Triple H porque no confiaban en que pudiera llevar la empresa. El 27 de octubre, en el evento, Michaels fue golpeado accidentalmente por Bryan el cual quiso atenderle. Preocupado, HHH entró en la jaula para atenderle, jalando del pelo a Bryan para quitarlo del camino siendo atacado por este, a lo que Michaels respondió con una Sweet Chin Music, dándole la victoria a Orton. Tras esto, apareció al día siguiente en RAW, disculpándose con Bryan por lo ocurrido. Le dijo que lo más importante era su amistad con Triple H, así que le ofreció sus disculpas. Cuando Bryan no quiso darle la mano, Michaels cambió a heel al empezar a insultarle, tras lo cual Bryan, al darle la mano, le aplicó su "YES Lock". Apareció el 9 de diciembre en los Slammy Awards durante la encaracion de Cena y Orton, pero después CM Punk atacó a Triple H por lo que respondió con un Sweet Chin Music a Punk y luego fue atacado por Bryan. Hizo una aparición el 19 de enero de 2015 en Raw como parte del panel de leyendas junto a Ric Flair y Hulk Hogan opinando sobre el Royal Rumble siendo interrumpidos por el Big Show pero siendo defendidos por Roman Reigns, cambiando a face. En WrestleMania 31, interfirió ayudando a Triple H a derrotar a Sting, aplicándole un Sweet Chin Music, y luego dándole el mazo a Triple H cambiando a heel.
En la edición de RAW del 19 de octubre de 2015, Michaels hizo una aparición especial como tweener. Cuando estaba en el ring, fue interrumpido por Seth Rollins y pactando una lucha entre Rollins y Ryback. 
Durante Wrestlemania 32, el 3 de abril de 2016, Michaels apareció junto a Mick Foley, y Stone Cold Steve Austin, confrontando a The League of Nations (Sheamus, Rusev, Alberto del Río, y Wade Barret), tras esto Michaels bailó con The New Day (Kofi Kingston, Big E, y Xavier Woods, quienes se habían enfrentado contra the League of Nations, en un 3 vs 3 tag team match y fueron derrotados), Mick Foley, y Steve Austin
En la edición de RAW del 3 de septiembre de 2018, Michaels hizo una aparición especial como heel para promover la lucha entre Triple H y The Undertaker en Super Show-Down, durante el cual fue confrontado por el propio Undertaker.
Cargos ejecutivos (2019-presente)
Entre 2019 y 2020, ayudó a Triple H como productor y creativo ocasional durante la última etapa de la era "Black & Gold" de NXT. Con la llegada de WWE NXT 2.0 el 14 de septiembre de 2021, durante la ausencia de Triple H, se encargó de dirigir el show tanto a nivel de producción como en decisiones creativas. En junio de 2022, debido a los cambios en la mesa directiva de WWE por motivo del retiro de Vince McMahon, es posesionado como productor principal y líder de NXT. El 18 de agosto de 2022 es ascendido al cargo de Vicepresidente de Desarrollo de Talento Creativo de WWE.

## Filmografía

### Películas
| Año  | Película                        | Papel        | Rendimiento en taquilla | Director       |
| ---- | ------------------------------- | ------------ | ----------------------- | -------------- |
| 2017 | The Resurrection of Gavin Stone | Doug         | $2,300,000              | Dallas Jenkins |
| 2018 | The Marine 6: Close Quarters    | Luke Trapper |                         | James Nunn     |

## Campeonatos y logros
- American Wrestling Association

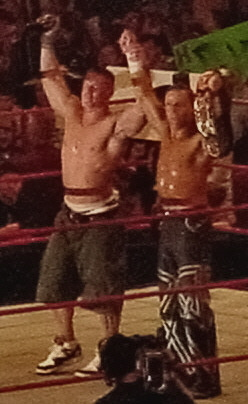
El cuarto reinado de Michaels como Campeón Mundial en Parejas.

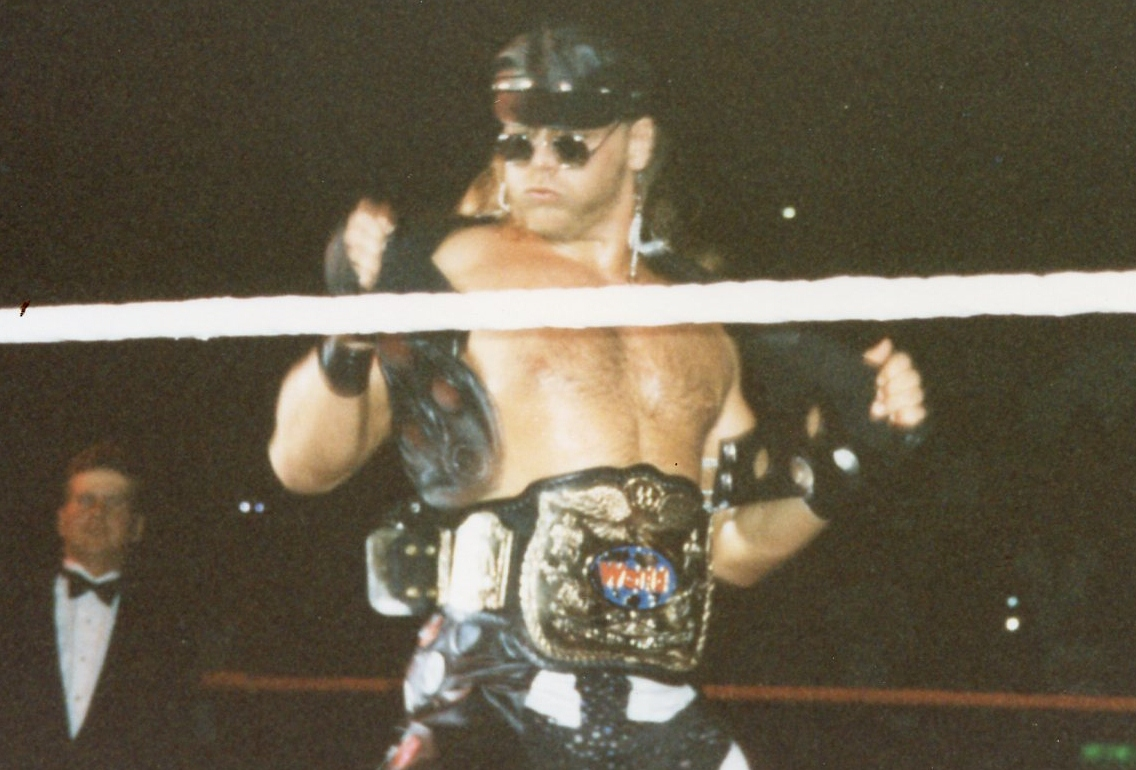
Michaels durante su primer reinado como Campeón en Parejas de la WWF.

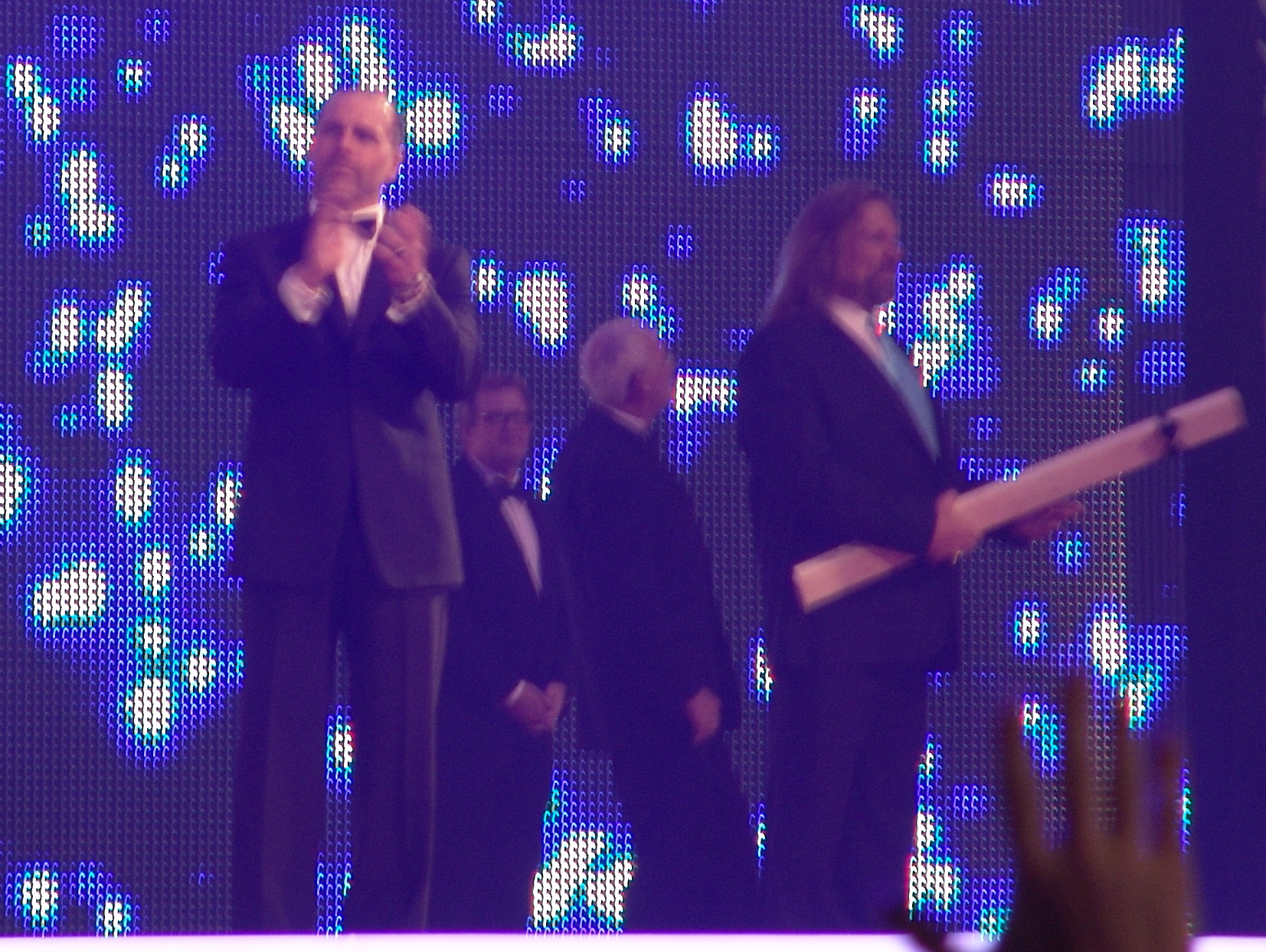
Michaels junto a Jim Duggan, Bob Armstrong y Drew Carey siendo como la clase del 2011 del WWE Hall of Fame.

  - AWA World Tag Team Championship (2 veces) - con Marty Jannetty[4]

- Central States Wrestling
  - NWA Central States Tag Team Championship (1 vez)[77] - con Marty Jannetty

- Continental Wrestling Association
  - AWA Southern Tag Team Championship (2 veces)[78] – con Marty Jannetty

- Texas All-Star Wrestling
  - TAS Texas Tag Team Championship (2 veces)[78] – con Paul Diamond

- Texas Wrestling Alliance
  - TWA Heavyweight Championship (1 vez)[78]

- World Wrestling Entertainment / Federation
  - WWF Championship (3 veces)[78]
  - World Heavyweight Championship (1 vez)[78]
  - WWF Intercontinental Championship (3 veces)[78]
  - WWF European Championship (1 vez)[78]
  - WWF/E World Tag Team Championship (5 veces)[78] – con Diesel (2), Steve Austin (1), John Cena (1) y Triple H (1) - Quinto reinado como Unified WWE Tag Team Championship
  - WWE Tag Team Championship (1 vez) - con Triple H - Reinado como Unified WWE Tag Team Championship
  - Royal Rumble (1995)
  - Royal Rumble (1996)
  - Elimination Chamber (2002)
  - Triple Crown Championship (cuarto)
  - Grand Slam Championship (primero)
  - Hall of Fame (2011 y 2019 por ser miembro de D-Generation X.)
  - Slammy Awards (15 veces)
    - Best Finisher (1997)
    - Best Slammin' Jammin' Entrance (1996)
    - Best Tag Team (1994) – with Diesel
    - Best Threads (1996)
    - Double-Cross of the Year (2013) – For turning on Daniel Bryan and costing him the WWE Championship at Hell in a Cell.
    - Leader of the New Generation (1996)
    - Master of Mat Mechanics (1996)
    - Match of the Year (1994, 1996, 1997, 2008, 2009) – vs. Razor Ramon in a ladder match at WrestleMania X, vs. Razor Ramon in a ladder match at SummerSlam, vs Bret Hart at WrestleMania XII, vs The Undertaker at Badd Blood: In Your House, vs Ric Flair at WrestleMania XXIV, vs The Undertaker at WrestleMania XXV
    - Moment of the Year (2010) – vs. The Undertaker at WrestleMania XXVI
    - Squared Circle Shocker (1996) – Won for collapsing; Owen Hart accepts the award for making Michaels collapse
    - Worst Tag Team (1994) – con Diesel

- Pro Wrestling Illustrated
  - PWI Lucha del año - 1993, vs. Marty Jannetty (Monday Night RAW, 17 de mayo de 1993)[11]
  - PWI Lucha del año - 1994, vs. Razor Ramon (WrestleMania X, 20 de marzo de 1994)[11]
  - PWI Lucha del año - 1995, vs. Diesel (WrestleMania XI, 2 de abril de 1995)[11]
  - PWI Lucha del año – 1996, vs. Bret Hart (WrestleMania XII, 31 de marzo de 1996)[11]
  - PWI Lucha del año - 2004, vs. Chris Benoit y Triple H (WrestleMania XX, 14 de marzo de 2004)[11]
  - PWI Lucha del año - 2005, vs. Kurt Angle (WrestleMania 21, 3 de abril de 2005)[11]
  - PWI Lucha del año - 2006, vs. Vince McMahon (WrestleMania 22, 2 de abril de 2006)[11]
  - PWI Lucha del año - 2007, vs. John Cena (RAW, 23 de abril de 2007)[11]
  - PWI Lucha del año - 2008, vs. Ric Flair (WrestleMania XXIV, 30 de marzo de 2008)[11]
  - PWI Lucha del año - 2009, vs. The Undertaker (WrestleMania XXV, 5 de abril de 2009)[11]
  - PWI Lucha del año - 2010, vs. The Undertaker (WrestleMania XXVI, 28 de marzo de 2010)[11]
  - PWI Luchador más popular del año - 1995[79]
  - PWI Luchador más popular del año - 1996[79]
  - PWI Feudo del año - 2008, vs. Chris Jericho
  - PWI Luchador más inspirador del año - 2010
  - PWI Lucha de la Década (2000-2009) - vs. Ric Flair (WrestleMania XXIV, 30 de marzo de 2008)
  - PWI Feudo de la Década (2000-2009) - vs. Chris Jericho
  - PWI Luchador más inspirador de la década (2000-2009)
  - Situado en el N.º37 en los PWI 500 de 1991[80]
  - Situado en el N.º16 en los PWI 500 de 1992[81]
  - Situado en el N.º3 en los PWI 500 de 1993[82]
  - Situado en el N.º5 en los PWI 500 de 1994[83]
  - Situado en el N.º2 en los PWI 500 de 1995[84]
  - Situado en el N.º1 en los PWI 500 de 1996[85]
  - Situado en el N.º18 en los PWI 500 de 1997[86]
  - Situado en el N.º49 en los PWI 500 de 1998[87]
  - Situado en el N.º32 en los PWI 500 de 2003[88]
  - Situado en el N.º9 en los PWI 500 de 2004[89]
  - Situado en el N.º34 en los PWI 500 de 2005[90]
  - Situado en el N.º9 en los PWI 500 de 2006[91]
  - Situado en el N.º6 en los PWI 500 de 2007[92]
  - Situado en el N.º7 en los PWI 500 de 2008[93]
  - Situado en el N.º14 en los PWI 500 de 2009[94]
  - Situado en el N.º10 dentro de los 500 mejores luchadores de la historia - PWI Years, 2003[95]
  - Situado en el N.º33 dentro de los 100 mejores equipos de la historia - con Marty Jannetty; PWI Years, 2003[96]
  - Situado en el N.º55 dentro de los 100 mejores equipos de la historia - con Diesel; PWI Years, 2003[96]

- Wrestling Observer Newsletter
  - WON Equipo del año - 1989, con Marty Jannetty
  - WON Luchador más carismático - 1995
  - WON Luchador más carismático - 1996
  - WON Feudo del año - 2008 vs. Chris Jericho
  - WON Mejor babyface - 1996
  - WON Luchador favorito de los lectores - 1998
  - WON Lucha del año - 1994 vs. Razor Ramon (WrestleMania X, 20 de marzo)
  - WON Lucha del año - 2004, vs. Triple H vs. Chris Benoit (WrestleMania XX, 30 de marzo)
  - WON Lucha del año - 2008, vs. Chris Jericho (No Mercy, 5 de octubre)
  - WON Lucha del año - 2009, vs. The Undertaker WrestleMania XXV, 5 de abril
  - WON Lucha del año - 2010, vs. The Undertaker WrestleMania XXVI, 28 de marzo
  - WON Peor lucha del año (2018) con Triple H vs. Kane y The Undertaker en 2 de noviembre
  - Lucha de 5 estrellas; vs. Razor Ramon (WrestleMania X, 20 de marzo de 1994)
  - Lucha de 5 estrellas; vs. The Undertaker (Bad Blood, 5 de octubre de 1997)
  - Situado en el N.º 8 del WON Luchador de la década (2000–2009)[97]
  - Situado en el N.º 6 del WON Luchador más destacado de la década (2000–2009)[97]
  - Situado en el N.º 5 del WON Luchador más carismático de la década (2000–2009)[97]